# Aucha
Aucha is een geslacht van vlinders van de familie van de Uilen (Noctuidae).

## Soorten
- A. aetha Prout, 1925
- A. albimixta Warren, 1913
- A. dizyx Draudt, 1950
- A. dohertyi Warren, 1913
- A. melaleuca Berio, 1940
- A. minor Hampson, 1908
- A. nectens (Walker, 1858)
- A. polyphaenoides (Wiltshire, 1961)
- A. pronans Draudt, 1950
- A. tenebricosa (Saalmüller, 1891)
- A. triphaenoides (Walker, 1865)
- A. velans Walker, 1857
- A. vesta Swinhoe, 1901
- A. villiana (Swinhoe, 1893)